# Gänsemarsch

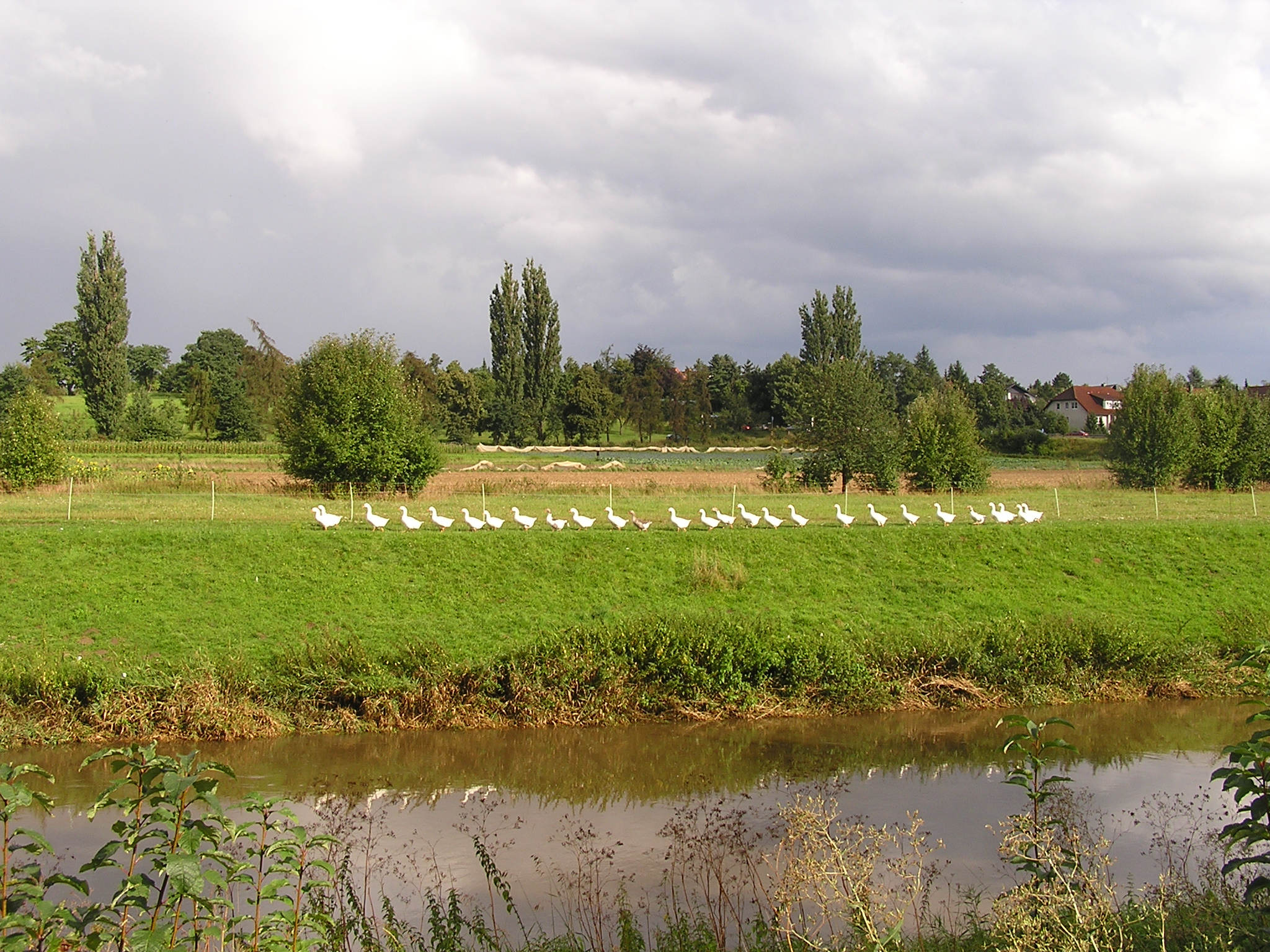
Gänse beim Gänsemarsch

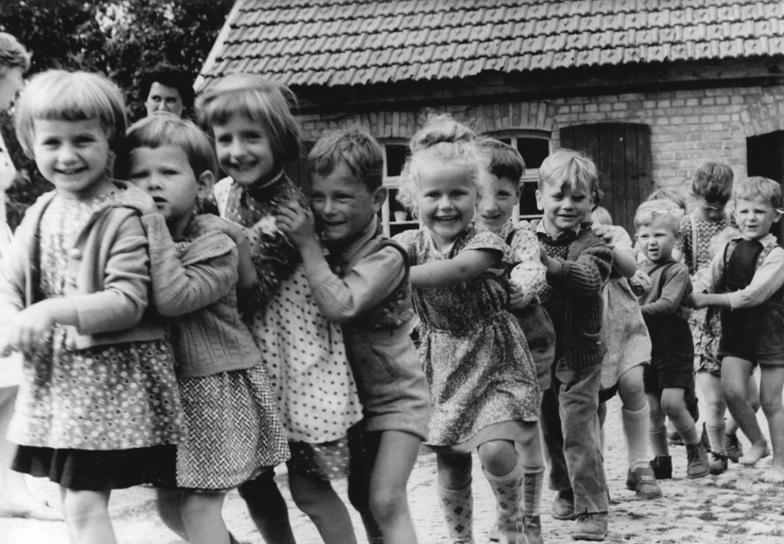
Kindergartenkinder im Gänsemarsch

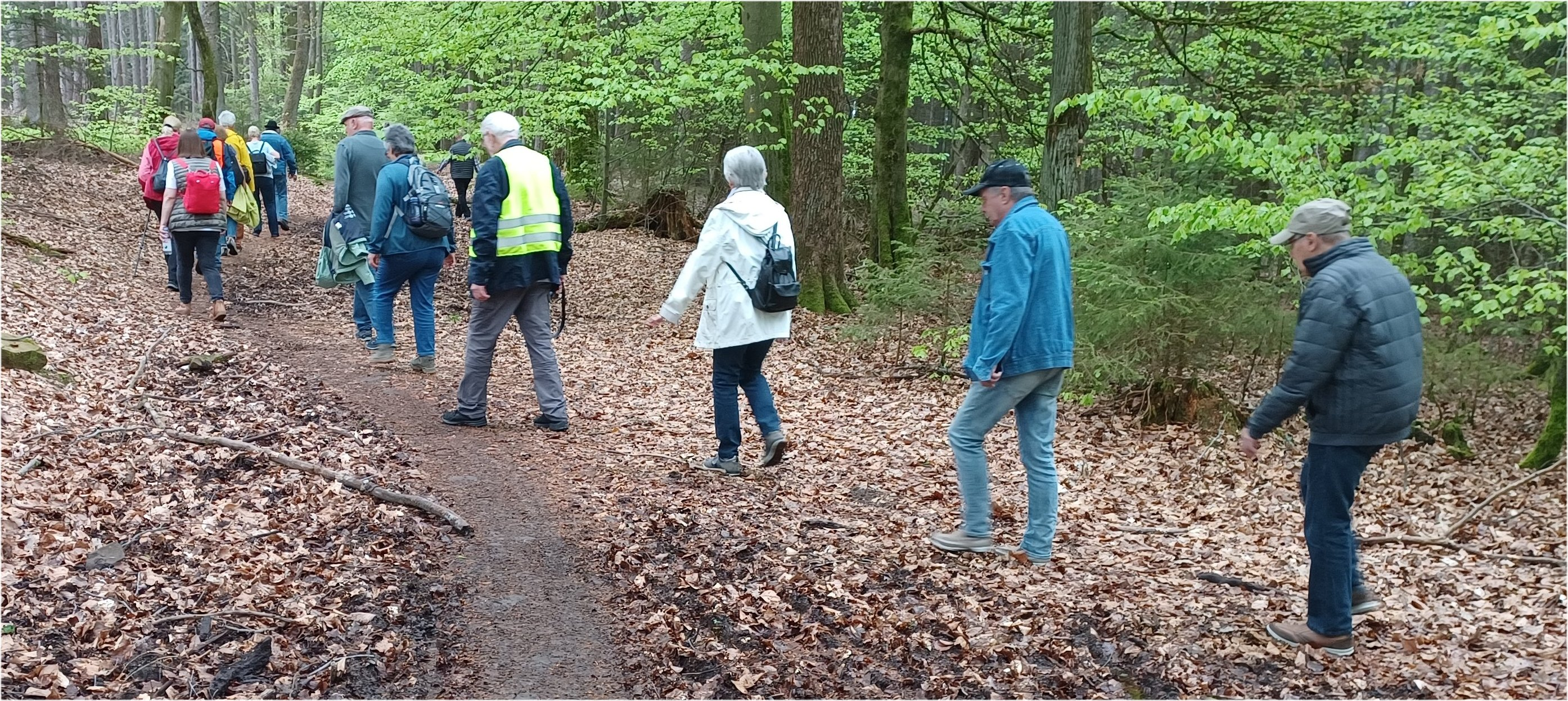
Wandergruppe im Gänsemarsch

Als Gänsemarsch bezeichnet man eine Form der Fortbewegung, bei der die Teilnehmer hintereinander in einer Reihe laufen. Oft übernimmt ein ortskundiger oder erfahrener Teilnehmer die Spitze. Im Tierreich kommt diese Form häufig bei Wasservögeln und ihren Jungtieren vor, z. B. bei Gänsen (daher der Name).

## Gänsemarsch im Alltag
Kindergruppen werden oft im übersichtlichen Gänsemarsch umhergeführt, da die Kinder so gut zusammenbleiben können und keines verloren geht. Im Turnunterricht schult der Gänsemarsch das Gemeinschaftsgefühl und die gemeinsame Koordination.

## Marsch zu einer Reihe im Formaldienst oder Schützenreihe im Gelände – „Gänsemarsch“ im Militär
Im Militär ist diese Form des Marsches ungebräuchlich. Der Marsch zu einer Reihe kommt im Gelände nur dann zur Anwendung, wenn dies durch Geländebedingungen wie Wald oder Gebirgspass notwendig wird. Sie ist allgemein gefährlich, da eine Truppe über eine lange Strecke auseinandergezogen marschiert und leichter angreifbar ist, schlechter kommunizieren kann und langsamer vorankommt, weil Verzögerungen sich auf die Personen dahinter auswirken. Bei längeren Märschen großer Truppenteile, wie sie bei antiken Feldzügen durch Gebirge vorkamen, war das Einlegen von Marschpausen problematisch, weil die später ankommenden Kämpfer weniger Zeit zur Erholung hatten und eine Neuformierung der Marschordnung mehr Zeit braucht. Zudem können große Truppenteile durch relativ wenige Angreifer aufgehalten werden, wenn diese Engpässe blockieren oder Hindernisse einräumen. Der Vorteil einer zahlenmäßigen Überlegenheit kann dann von den Marschierenden nicht optimal genutzt werden. Man hat deshalb manchmal längere Umwege in Kauf genommen, um Gänsemärsche zu vermeiden.
Gänsemärsche haben den Vorteil, dass ein Gegner die Zahl der Marschierenden schlecht einschätzen kann. Insbesondere bei frontal auf den Gegner zumarschierenden Gruppen kann dieser die Stärke erst nach der Auflösung der Marschordnung optisch gut einschätzen. In modernen Kriegen können Minenfelder im Gänsemarsch gefahrloser durchquert werden, wenn am Anfang der Reihe ein Weg gebahnt wird, dem die übrigen Teilnehmer folgen. Ein anderer Vorteil ist, dass bei einem Granateneinschlag weniger Soldaten betroffen sind als bei einer engen Marschordnung.